# Антигуа і Барбуда на Чемпіонаті світу з легкої атлетики 2017
Антигуа і Барбуда на Чемпіонаті світу з легкої атлетики 2017, що проходив з 4 по 13 серпня 2017 року в Лондоні (Велика Британія) були представлені 5 спортсменами.

## Результати

### Чоловіки
Трекові і шосейні дисципліни
| Спортсмен                                                      | Дисципліна       | Попередній раунд | Попередній раунд | Забіги    | Забіги | Півфінал        | Півфінал        | Фінал           | Фінал           |
| Спортсмен                                                      | Дисципліна       | Результат        | Місце            | Результат | Місце  | Результат       | Місце           | Результат       | Місце           |
| -------------------------------------------------------------- | ---------------- | ---------------- | ---------------- | --------- | ------ | --------------- | --------------- | --------------- | --------------- |
| Чавон Волш                                                     | 100 м            | 10.44            | 2 Q              | DNS       | DNS    | Завершив виступ | Завершив виступ | Завершив виступ | Завершив виступ |
| Седже Грін                                                     | 100 м            | Н/Д              | Н/Д              | 10.21     | 3Q     | 10.64           | 8               | Завершив виступ | Завершив виступ |
| Деніел Бейлі Седже Грін Річард Річардсон Чавон Волш Тахір Волш | Естафета 4х100 м | Н/Д              | Н/Д              |           |        | Н/Д             | Н/Д             |                 |                 |